# Estación de Esquí Sierra de la Estrella
La Estación de Esquí de Serra da Estrela (Estância de Esqui da Serra da Estrela, en portugués) está situada en la Sierra de la Estrella, dentro del municipio de Seia, Distrito de Guarda, Portugal.

## Galería

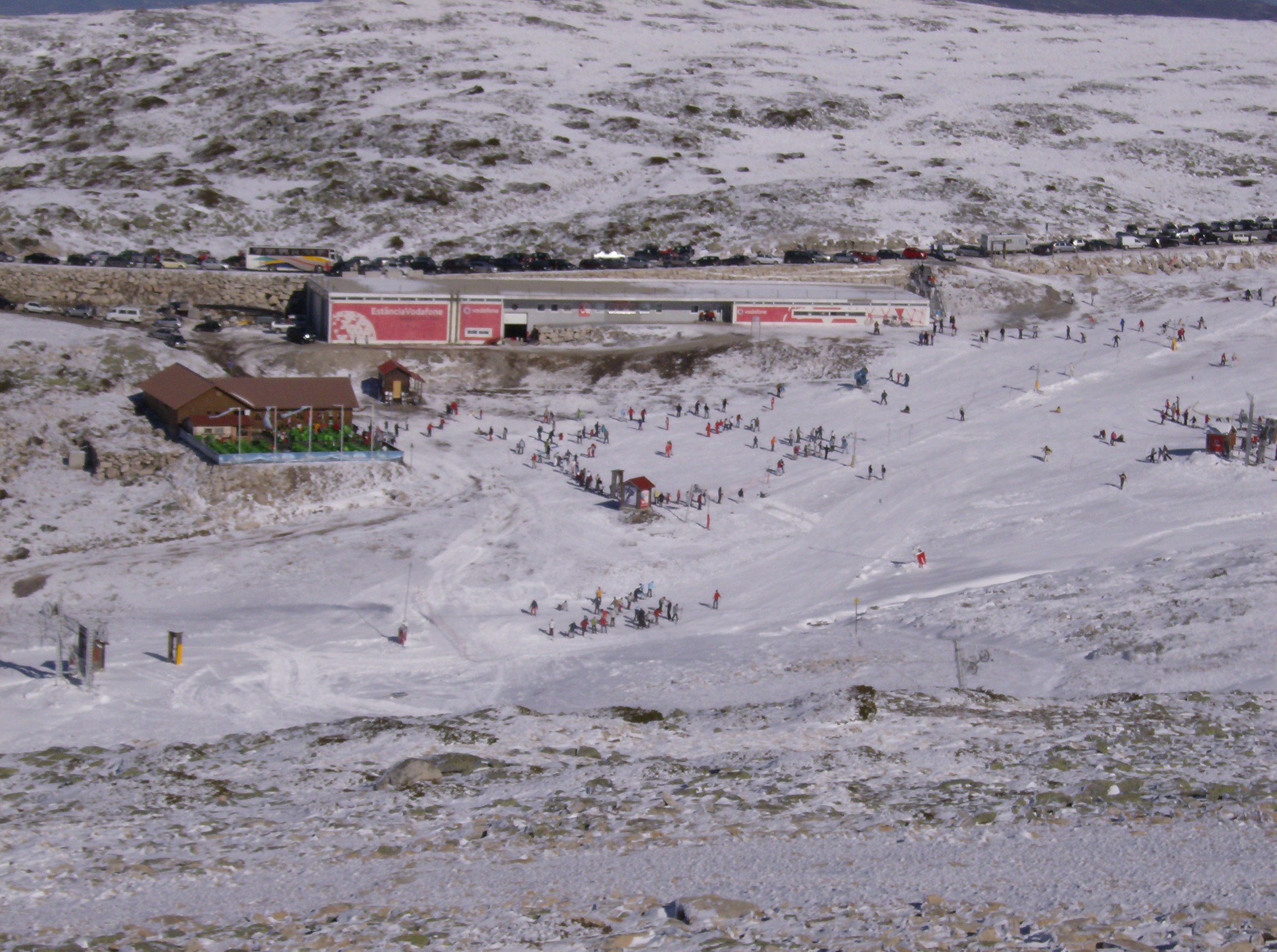
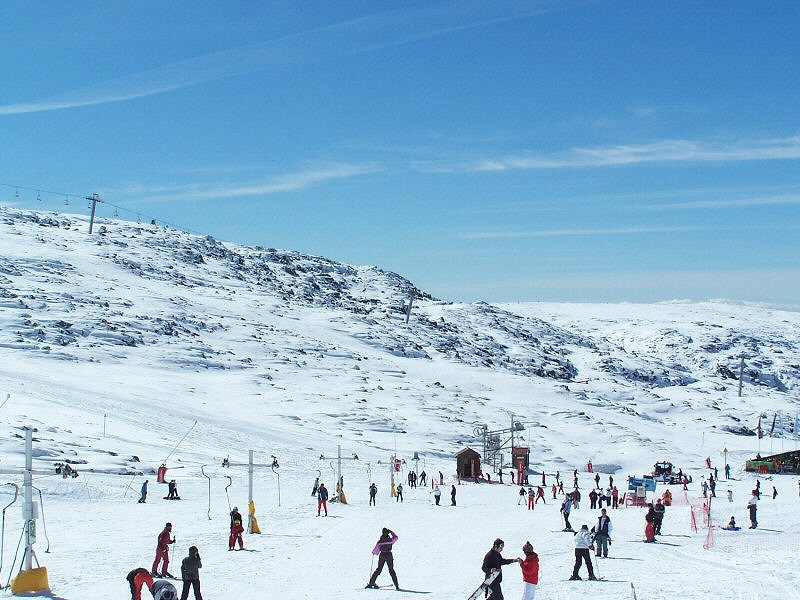
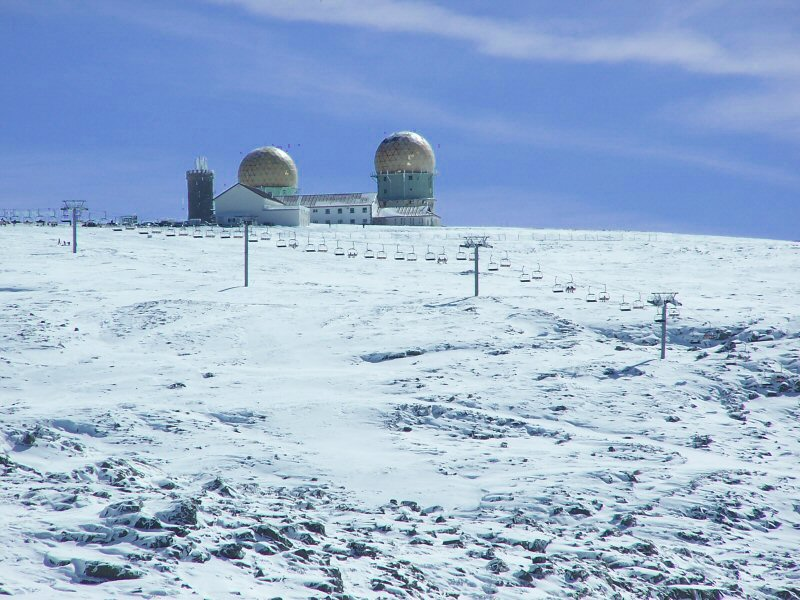

## Descripción
Esta pequeña estación de esquí está localizada en la Sierra de la Estrella (Serra da Estrela, en portugués), en Portugal, cerca de Torre, el punto más elevado de Portugal continental, ubicado en el municipio de Seia, dentro del Parque Natural de la Sierra de la Estrella y de la freguesia de Loriga, a una altitud aproximada de 2000 metros, en la parte más alta. El área urbana más cercana de esta estación es la ciudad de Covillana, con 20 km de distancia, y los alojamientos que están más cerca de la Torre se ubican en la localidad de Penhas da Saúde (Peñas de la Salud), a 10 minutos de distancia.
Cubierta por un manto de nieve de diciembre a abril, auxiliada también por cañones que producen nieve artificial, la estación de esquí posee infraestructura para la práctica de deportes de invierno y modernos telesillas. En la estación es posible alquilar equipamientos para la práctica de esquí y snowboard.
Esta estación de esquí posee 9 pistas con un total de 6,1 km, consideradas adecuadas para esquiadores principiantes, pero también hay pistas para esquiadores más avanzados.
El complejo es propiedad del operador turístico Turistrela Hotels & Experiences. En la actualidad, el grupo tiene, en exclusivo, la explotación turística por encima de los 800 metros de altitud, en la Serra da Estrela.
Desde 2005, la empresa británica de telecomunicaciones Vodafone ha patrocinado durante unos años la estación de esquí portuguesa, y también ha sido responsable de mejorías en la misma.

## Servicios
La Estación de Esquí de Sierra de la Estrella dispone de escuela de esquí y snowboard, servicio de alquiler de material, centro médico y cafetería con terraza junto a las pistas. El estacionamiento en el lugar es gratuito.